# A Holocaust in Your Head
A Holocaust in Your Head è il terzo album della band grindcore Extreme Noise Terror, pubblicato nel 1988 dalla Head Eruption Records.

## Tracce
1. Statement – 2:12
2. Deceived – 2:09
3. We The Helpless – 0:59
4. Bullshit Propaganda – 2:16
5. Fucked Up System – 1:07
6. No Threat – 3:00
7. Show Us You Care – 3:07
8. Use Your Mind – 2:11
9. Innocence to Ignorance – 1:33
10. Conned Through Life – 1:50
11. Murder – 2:19
12. Take the Strain – 1:44
13. Another Nail in the Coffin – 1:43
14. Raping the Earth – 1:30
15. If You're Only in It for the Music (S.O.D. Off) – 2:11

## Formazione
- Dean Jones - voce
- Phil Vane - voce
- Pete Hurley - chitarra e voce
- Mark Gardener - basso
- Tony "Stick" Dickens - batteria